# Ligne 134 (chemin de fer slovaque)
Pour les articles homonymes, voir Ligne 134.
La ligne 134 des chemins de fer slovaques relie Šaľa à Neded. La ligne est une voie simple non électrifiée.

## Histoire

### Mise en service à une voie
- Neded - Šaľa 17 octobre 1909[2].

### Service passager
Le service passagers fut interrompu le 2 février 2003 mais sous la pression de l'opinion publique il fut repris le 15 juin 2003 .